# Stazione di Brezovica
La stazione di Brezovica (in sloveno Železniško postajališče Brezovica) è una stazione ferroviaria posta sulla linea ferroviaria Lubiana-Sežana. Serve il comune di Lubiana e l'insediamento di Brezovica pri Ljubljani.